# Volksschulgesetz (Kanton Bern)
Das Volksschulgesetz (VSG; franz. Loi sur l’école obligatoire LEO) ist das Schulrecht des Kantons Bern, es basiert auf dem Gesetz der öffentlichen Primarschulen aus dem Jahre 1835. Ergänzt wird es durch die Volksschulverordnung (VSV) und der Tagesschulverordnung (TSV) vom 28. Mai 2008.
Seit 2008 erfolgt eine Revision des Volksschulgesetzes, voraussichtlich wird diese am 1. August 2013 in Kraft treten.

## Allgemeines
Der Geltungsbereich des Volksschulgesetzes gilt für die Volksschule, umfassend die obligatorische Schulzeit von neun Jahren.
Unterrichtssprache ist Französisch in den Gemeinden des französischsprachigen Kantonsteils. Französisch oder Deutsch gilt in den Gemeinden Biel/Bienne und Evilard, die Schule ist frei sich auf eine Sprache festzulegen. Deutsch wird in den übrigen Gemeinden gesprochen bzw. unterrichtet.

## Lehrplan
Artikel 10 des Volksschulgesetzes schreibt folgenden obligatorischen und fakultativen Unterricht vor:
- Im deutschsprachigen Kantonsteil umfasst der obligatorische Unterricht die Bereiche
  - Mensch/Gesellschaft/Religion/Ethik,
  - Sprache/Kommunikation,
  - Natur/Umwelt/Technik/Wirtschaft/Hauswirtschaft/Mathematik,
  - Gestalten/Handarbeiten/Werken/Musik/Sport.

- Im französischsprachigen Kantonsteil umfasst der obligatorische Unterricht die Bereiche
  - Künste,
  - Körper und Bewegung,
  - allgemein bildender Unterricht,
  - Sprache und Kommunikation,
  - Mathematik und Naturwissenschaften,
  - Mensch und Gesellschaft.

In den Gemeinden Biel/Bienne und Evilard wird der obligatorische Unterricht an deutschsprachigen Schulen nach Absatz 1, an französischsprachigen Schulen nach Absatz 2 durchgeführt. Der Regierungsrat bestimmt durch Verordnung die obligatorischen und fakultativen Fächern.

## Revision des Volksschulgesetzes 2012
An der Volksabstimmung vom 27. September 2009 haben die Stimmberechtigten des Kantons Bern die kantonale Vorlage «Beitritt zur interkantonalen Vereinbarung über die Harmonisierung der Volksschulen» oder kurz HarmoS-Konkordat mit 51,5 Prozent angenommen. Die Wahlbeteiligung lag bei 38,7 Prozent. Somit musste diese Revision eingeleitet werden.
Die Revision des Volksschulgesetzes 2012 (REVOS 2012) des Kanton Bern ist eine Teilrevision, mit welcher der Regierungsrat die noch wenigen fehlenden Elemente des HarmoS-Konkordats und der Westschweizer Schulvereinbarung sowie Vorhaben aus der Bildungsstrategie 2009 umsetzen will.
Zentrale Elemente dieser Revision sind die Einführung des zweijährigen Kindergartens für alle Kinder, die Möglichkeit, in den Gemeinden Basisstufenklassen oder einen Cycle Elémentaire zu führen, Verbesserungen an den Übergängen zwischen den Bildungsstufen sowie die kantonale Mitfinanzierung der Schulsozialarbeit.
Der Regierungsrat will sicherstellen, dass die Stabilität und Kontinuität in der Volksschule gewährt sind und Neuerungen nur dort vorgenommen werden, wo der Handlungsbedarf ausgewiesen und ein klarer Nutzen zu erkennen ist. Auch ist der finanzielle Spielraum des Kantons sehr begrenzt. Die Massnahmen stehen im Kontext der interkantonalen Harmonisierung und entsprechen den Vorgaben, die in der Volksabstimmung gutgeheissen worden sind. Diese Stossrichtung der Vorlage wurde in der Vernehmlassung mehrheitlich unterstützt.
Die Federführung hat die Erziehungsdirektion des Kantons Bern inne. Die Umsetzung des REVOS 2012 erfolgt voraussichtlich gestaffelt ab dem 1. August 2013.

### Die wichtigsten Änderungen
Mit der Revision des Volksschulgesetzes 2012 setzt der Regierungsrat die noch fehlenden Elemente des HarmoS-Konkordat bzw. der Westschweizer Schulvereinbarung um. Der Regierungsrat hat dabei bewusst auf eine Totalrevision des Volksschulgesetzes verzichtet. Weitergehende Reformen würden die Gemeinden und Schulen stark belasten. Der Regierungsrat will nur dort Anpassungen vornehmen, wo der Handlungsbedarf ausgewiesen und die Erfolgschancen hoch sind. Kinder und Jugendliche sollten durch REVOS 2012 optimal gefördert werden und zwar durch die frühe Unterstützung im Kindergarten und durch zusätzliche Stärkung mittels Schulsozialarbeit.
Hauptschwerpunkt des Gesetzentwurfes ist die Verankerung des zweijährigen Kindergartens. Der Kindergarten wird damit formal Teil der Volksschule, bleibt aber als Stufe mit einer besonderen entwicklungsspezifischen Pädagogik bestehen. Der Stichtag für den Eintritt in den Kindergarten wird gestaffelt vom 30. April auf den 31. Juli verlegt. Ab 2015 treten alle Kinder, die vor dem
1. August das vierte Lebensjahr vollendet haben, in den zweijährigen Kindergarten ein. Es ist vorgesehen, dass die Eltern über einen späteren Eintritt oder einen reduzierten Besuch im ersten Kindergartenjahr entscheiden können. Die Reduktion des Kindergartenpensums ist befristet und durch den Entwicklungsstand des Kindes begründet. Sie hat zum Ziel, die Kinder allmählich an ein volles Pensum heranzuführen.
Ein besonderer Schwerpunkt liegt auf der Schuleingangsphase. Heute trägt der herkömmliche Schuleintritt dem unterschiedlichen Entwicklungs- und Lernstand der Kinder nicht genügend Rechnung. Der Übergang vom Kindergarten in die erste Klasse soll flexibler gestaltet werden: Die bisher verbindlich vorgeschriebenen Abklärungen durch die Erziehungsberatungsstellen bei früherem oder späterem Eintritt in die Schule sollen entfallen.
Weiter schafft REVOS 2012 die rechtlichen Grundlagen, damit interessierte Gemeinden freiwillig eine Basisstufe beziehungsweise einen cycle élémentaire (im französischsprachigen Kantonsteil) einführen können. Die Basistufe berücksichtigt die unterschiedlichen Lernvoraussetzungen der Kinder, ist alters- und leistungsgemischt und gewährleistet einen fliessenden Übergang vom spielerischen zum systematischen Lernen. Die Erziehungsdirektion soll die Möglichkeit erhalten, nach bestimmten Kriterien pro Jahr zusätzliche Basisstufenklassen zu bewilligen. Die Erziehungsdirektion schlägt bewusst vor, auf eine obligatorische Einführung der Basisstufe zu verzichten. Ein solcher Systemwechsel würde zu markanten Mehrausgaben führen. Zudem hat sich das traditionelle System Kindergarten-Schule bewährt. Mit der Möglichkeit, freiwillig eine Basisstufe einzuführen, erhalten die Gemeinden jedoch mehr Spielraum. Sie können dasjenige Modell wählen, das ihrer Haltung sowie den räumlichen und personellen Gegebenheiten am besten entspricht.
Neben dem zweijährigen Kindergarten und der freiwilligen Basisstufe schafft REVOS 2012 auch die Grundlage für die Übernahme der sprachregionalen Lehrpläne, plan d’études romand im französischsprachigen und des Lehrplan 21 im deutschsprachigen Kantonsteil, und für die organisatorische Unterstützung der Kurse in heimatlicher Sprache und Kultur.
Zur Entlastung der Schulen sollen Gemeinden finanziell unterstützt werden, wenn sie Schulsozialarbeit anbieten. Auch sollen die Gemeinden verpflichtet werden, den Schulen Sekretariate zur Verfügung zu stellen. Dies geschah bisher lediglich auf freiwilliger Basis.
Weitere Themen der Bildungsstrategie, beispielsweise die Optimierung der Sekundarstufe I sowie Massnahmen zur Entlastung der Lehrkräfte, können mit den bestehenden Rechtsgrundlagen umgesetzt werden und sind nicht Teil von REVOS 2012.
Die erste Lesung von REVOS 2012 im Grossen Rat findet in der Novembersession 2011 statt. Die Umsetzung erfolgt voraussichtlich gestaffelt ab dem 1. August 2013.